# Lignella
Lignella is een geslacht van neteldieren uit de klasse van de Anthozoa (bloemdieren).

## Soort
- Lignella richardi (Lamouroux, 1816)